# Mas de s'Agüia
El Mas de s'Agüia és una obra de Blanes (Selva) protegida com a Bé Cultural d'Interès Local.

## Descripció
El paratge de s'Agüia es troba dins del sector de Pinya de Rosa. Està format per una cala i un promontori. Com elements paisatgístics estructurals destaquen les terrasses de pedra seca de les antigues vinyes; les preexistències geomorfològiques costeres, una riera amb vegetació riberenca i una àrea boscosa.